# 織田信高
織田信高（1576年（天正4年）—1603年1月23日（慶長7年12月12日）），織田信長七男，母為阿鍋之方。幼名小洞，又稱藤十郎、左衛門佐。其正室是佐佐成政之女光秀院，兩人生有一子高重。
據說在2013年引退的日本花式溜冰選手織田信成(1987年3月25日～)即為織田家信高一支的末裔。

## 生平
本能寺之變以後，失去父親的信高在美濃的氏家行廣保護下隱居，並且由行廣養育長大。1585年，與其兄織田信秀一起被賜姓羽柴，在秀吉麾下做事。1591年，由豐臣秀吉之處得到近江神崎約一千石的俸給。後來關原之戰時，信高屬於西軍，戰後領地被削除。但是其子高重後來成為幕府高家，子孫都在公家工作。
1602年，信高過世，法名松雲院性嚴心公。